# Dušan Zavodnik
Dušan Zavodnik, slovenski biolog, * 30. november 1934, Ljubljana, † 18. julij 2023.

## Življenje in delo
Po diplomi na ljubljanski Naravoslovni fakulteti (1958) je doktoriral na Biotehniški fakulteti v Ljubljani (1964). Leta 1960 se je zaposlil v Centru za raziskovanje morja Inštituta Ruđer Bošković v Rovinju, od 1975 kot znanstveni svetnik. Med drugim je bil v centru vodja laboratorija za ekologijo in sistematiko (1968/69-82) in več let tudi direktor. V raziskovalnem delu se je posvetil biocenozi Jadranskega morja, prav posebej pa še nevretenčarjem in iglokožcem. Ekološko pa je proučeval tudi zooplankton in pelaške ribe. Ukvarjal pa se je tudi z zgodovino raziskovanj Jadranskega morja. Objavil je preko 150 znanstvenih in strokovnih ter preko 50 poljudnoznanstvenih prispevkov.